# Olcella difficilis
Olcella difficilis är en tvåvingeart som först beskrevs av Becker 1912.  Olcella difficilis ingår i släktet Olcella och familjen fritflugor.
Artens utbredningsområde är British Columbia. Inga underarter finns listade i Catalogue of Life.